# Дуття (доменне виробництво)
Дуття́ — повітря або повітря з домішаним до нього киснем, що його подають (вдувають) у доменну піч для спалювання палива — коксу, природного газу, пиловугільного палива тощо. Саме завдяки дуттю, що подається у доменну піч, в ній відбуваються всі процеси, необхідні для виробництва чавуну з залізорудної сировини. Доменна піч, в яку припинили подачу повітря називається зупиненою. Кількість дуття, що подається в доменну піч залежить від об'єму доменної печі і технології і відповідно до об'єму печі може становити від 2000 до 10000 м  3  на хвилину.
Дуття подається у доменну піч за допомогою спеціальної повітродувної установки — турбоповітродувки, що розміщується в окремому цеху. Турбіна бере повітря з атмосфери і подає його у повітровідну трубу, по якій повітря через повітронагрівачі подається у доменну піч.
Дуття характеризується низкою параметрів: складом, витратою, тиском, температурою.

## Витрата дуття
Кількість дуття, що подається в доменну піч, залежить від об'єму печі і технології, причому прийнято, що кількість повітря, що подається в піч за одну хвилину, не повинна перевищувати 2 — 2,5 об'ємів самої печі. Так, у піч об'ємом 1033 м  3  вдувається зазвичай 2000 — 2300 м  3  повітря за хвилину або понад 3 000 000 м  3  повітря на добу, а у доменну піч об'ємом 5000 м  3  вдувається зазвичай 8000 — 10000 м  3  повітря на хвилину, або 11 500 000 м  3  повітря на добу. Чим більше дуття у одиницю часу подається у доменну піч, тим більше палива, і головно коксу, можна спалити у печі у одиницю часу і, відповідно, тим інтенсивніше і продуктивніше буде вестись плавка. Однак, збільшувати витрату дуття можна лише до певної межі, при перебільшені якої можуть відбутися розлади у роботі доменної печі, викликані неправильним розподіленням газового потоку всередині печі.

## Склад дуття
Дуття, що складається лише зі звичайного атмосферного повітря, називається атмосферним дуттям. Дуття, до якого перед подачею у піч домішано кисень, називається збагаченим киснем дуттям. Дуття, до якого примішують окрім кисню ще й вуглеводеньміські добавки називається комбінованим дуттям. Дуття, до якого додано пару, називається зволоженим дуттям. Дуття, з якого, навпаки, видалено вологу, називається осушеним дуттям.

## Температура
Повітря перед подачею його у піч нагрівають у повітронагрівачах і вдувають у доменну піч з температурою 950—1300 °C. Нагріте дуття вносить додаткове тепло у доменну піч і тим самим дозволяє економити кокс, який є дефіцитним паливом навіть для України, де є значні поклади коксівного вугілля. Для нагрівання повітря використовується дешевий доменний газ.